# 湖州银行
湖州银行是中国浙江省湖州市的一家区域性股份制商业银行。前身是1998年6月17日成立的湖州市商业银行。2010年12月2日，湖州市商业银行改建为湖州银行。目前，湖州银行在嘉兴等地设有分支机构。